# .kr
.kr является национальным интернет-доменом (CCTLD) для Республики Корея (Южная Корея). Регистрации обрабатываются через агентов регистрации.

## Домены и поддомены
| Домены и поддомены | Области                               | Требования к регистрации                                             |
| ------------------ | ------------------------------------- | -------------------------------------------------------------------- |
| .kr                | Коммерческий                          | Организации или частные лица                                         |
| .co.kr             | Коммерческий                          | Организации или частные лица                                         |
| .ne.kr             | Сеть                                  | Организации или частные лица                                         |
| .or.kr             | Некоммерческие организации            | Организации или частные лица                                         |
| .re.kr             | Исследование                          | Организации или частные лица                                         |
| .pe.kr             | Портфолио, личное                     | Физическим лицам                                                     |
| .go.kr             | Правительство                         | Администрация, законодательство и судебная власть                    |
| .mil.kr            | Военный                               | Военные организации                                                  |
| .ac.kr             | Колледжи или университеты             | Колледжи или университеты                                            |
| .hs.kr             | Вузы                                  | Вузы                                                                 |
| .ms.kr             | Средние школы                         | Средние школы                                                        |
| .es.kr             | Начальные школы                       | Начальные школы                                                      |
| .sc.kr             | Школы                                 | Другие образовательные организации                                   |
| .kg.kr             | Детские сады                          | Детские сады                                                         |
| .seoul.kr          | Сеул                                  | Организации или частные лица, связанные с соответствующими областями |
| .busan.kr          | Пусан                                 | Организации или частные лица, связанные с соответствующими областями |
| .daegu.kr          | Тэгу                                  | Организации или частные лица, связанные с соответствующими областями |
| .incheon.kr        | Инчхон                                | Организации или частные лица, связанные с соответствующими областями |
| .gwangju.kr        | Кванджу                               | Организации или частные лица, связанные с соответствующими областями |
| .daejeon.kr        | Тэджон                                | Организации или частные лица, связанные с соответствующими областями |
| .ulsan.kr          | Ульсан                                | Организации или частные лица, связанные с соответствующими областями |
| .gyeonggi.kr       | Кёнгидо                               | Организации или частные лица, связанные с соответствующими областями |
| .gangwon.kr        | Канвондо                              | Организации или частные лица, связанные с соответствующими областями |
| .chungbuk.kr       | Чхунчхон-Пукто (Chungbuk)             | Организации или частные лица, связанные с соответствующими областями |
| .chungnam.kr       | Чхунчхон-Намдо (Чуннам)               | Организации или частные лица, связанные с соответствующими областями |
| .jeonbuk.kr        | Чолла-Пукто (Чонбук)                  | Организации или частные лица, связанные с соответствующими областями |
| .jeonnam.kr        | Чолла-Намдо (Чоннам) [нижняя альфа 2] | Организации или частные лица, связанные с соответствующими областями |
| .gyeongbuk.kr      | Кёнсан-Пукто (Gyeongbuk)              | Организации или частные лица, связанные с соответствующими областями |
| .gyeongnam.kr      | Кёнсан-Намдо (Кённам)                 | Организации или частные лица, связанные с соответствующими областями |
| .jeju.kr           | Чеджу-до                              | Организации или частные лица, связанные с соответствующими областями |

### Несуществующие домены и субдомены
| Домены и поддомены | Области      | Причины прекращения             |
| ------------------ | ------------ | ------------------------------- |
| .pusan.kr          | Пусан        | Пересмотр корейской латинизации |
| .taegu.kr          | Тэгу         | Пересмотр корейской латинизации |
| .inchon.kr         | Инчхон       | Пересмотр корейской латинизации |
| .kwangju.kr        | Кванджу      | Пересмотр корейской латинизации |
| .taejon.kr         | Тэджон       | Пересмотр корейской латинизации |
| .kyonggi.kr        | Кёнги-до     | Пересмотр корейской латинизации |
| .kangwon.kr        | Канвондо     | Пересмотр корейской латинизации |
| .chonbuk.kr        | Чолла-Пукто  | Пересмотр корейской латинизации |
| .chonnam.kr        | Чолла-Намдо  | Пересмотр корейской латинизации |
| .kyongbuk.kr       | Кёнсан-Пукто | Пересмотр корейской латинизации |
| .kyongnam.kr       | Кёнсан-Намдо | Пересмотр корейской латинизации |
| .cheju.kr          | Чеджу-до     | Пересмотр корейской латинизации |
| .nm.kr             | Сеть         | Сменена на .ne.kr               |

## Омонимичные домены
Домены .kr иногда используются для омонимичных доменов, например, flic.kr, альтернативный адрес для Flickr.

## Сноски
1. ↑  Two-syllable short names of upper level local autonomies (provinces or provincial-level cities).
2. ↑  Jeolla's Hangul spelling is 전라 (Jeon-la) but the current romanization of Korean transcribes actual pronunciation, so the region is romanized as Jeolla. In the Korean phonology, the /nl/ sequence should be assimilated to [ll] or [nn]. However, the original [n] phoneme is preserved in Jeonbuk and Jeonnam, the short names for the North and South Jeolla Provinces.
3. ↑  The government has changed the official Korean romanization from its own variant of McCune–Reischauer to the current scheme in 2000. Hyphens (-), apostrophes (') and breves (˘) were omitted in defunct subdomains for autonomous regions.